# Kasteel Geuzentempel
Kasteel Geuzentempel (ook: Hechtermanskasteel) is een kasteeltje te Terkoest, een kerkdorp van Alken. Het ligt aan Steenweg 142 aldaar.

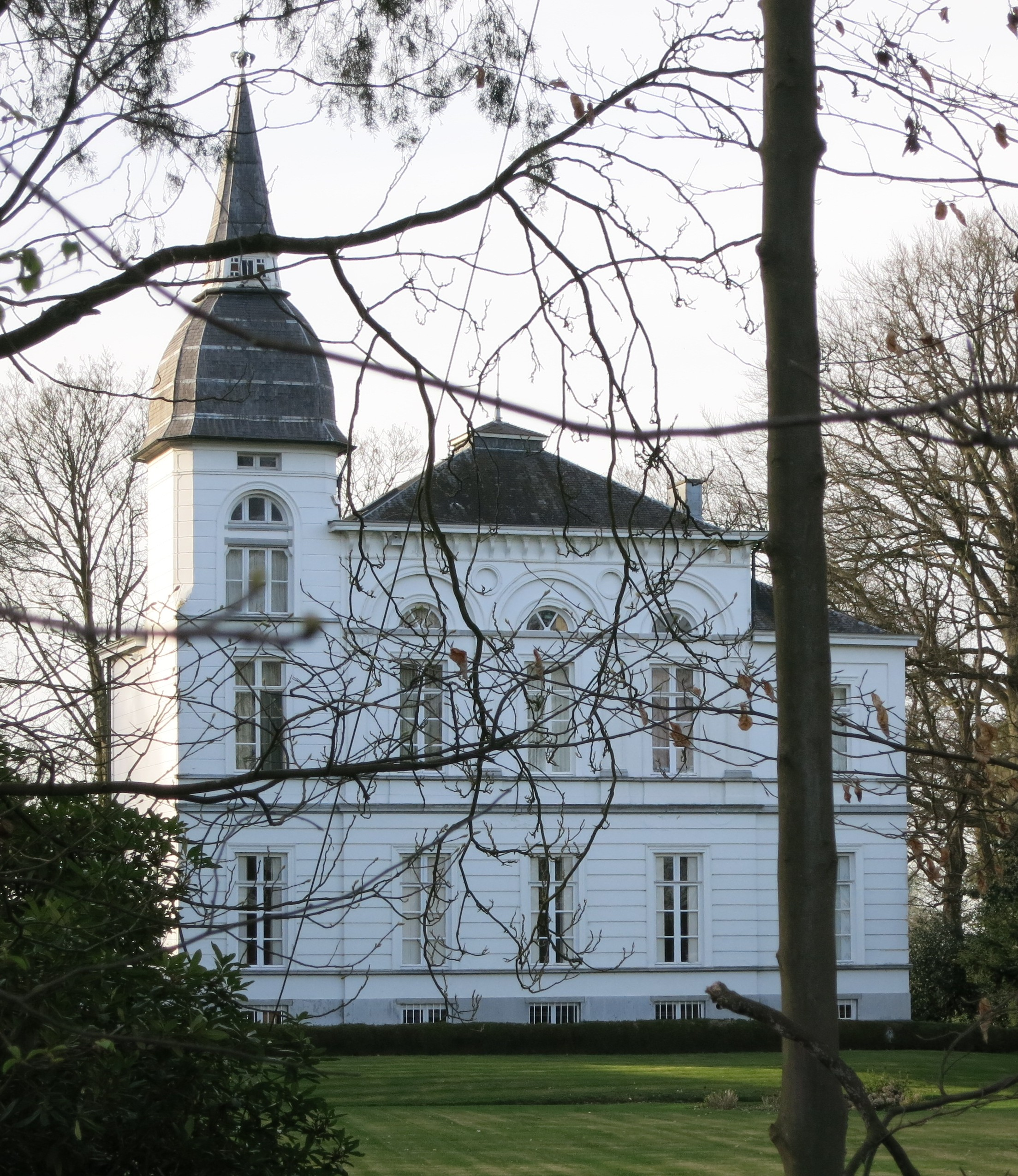

Het kasteeltje werd gebouwd in 1849. Eigenaars waren Gustavius van Weddingen en zijn moeder. Gustavius was rentenier te Alken. In 1873 werd het huis uitgebreid en toen werd ook het torentje gebouwd. In 1877 werd het goed verkocht aan Franciscus Van Pelt die apotheker te Antwerpen was. Aan hem heeft het kasteeltje ook zijn merkwaardige naam te danken. Tijdens de Schoolstrijd wierp Van Pelt zich in 1879 op als fel tegenstander van de katholieke zaak. Zo werd de naam geus dus overgedragen op tegenstanders van het klerikalisme en daarmee op het kasteeltje.
Ondanks de verschillende bouwfasen straalt het geheel witgepleisterde kasteeltje een eenheid uit. De voorgevel is neoclassicistisch met drie opvallende ronde bogen boven de vensters op de eerste verdieping. Het huis wordt gedekt door een tentdak. Links van het huis is een torentje met naaldspits.
Het landgoed omvatte in de maximale uitbreiding 5 ha. Later werd het verkleind en in 1904 had het dezelfde omvang als tegenwoordig. Het landschapspark bestaat uit een grasveld, omzoomd met bomen, en een boomgaard.